# Joseph Foullon de Doué
Joseph-François Foullon de Doué o Foulon de Doué (25 de junio de 1715-22 de julio de 1789), político francés, fue inspector general de finanzas bajo el reinado de Luis XVI. Fue la primera víctima del linchamiento à la lanterne.

## Carrera
Nacido en Saumur, Maine-et-Loire, Foullon sirvió como intendente general del ejército durante la guerra de los Siete Años y como intendente del ejército y de la marina bajo las órdenes del duque de Belle-Isle. En 1771 fue nombrado intendente de finanzas. En 1789, tras la destitución de Jacques Necker, Foullon fue nombrado inspector general de finanzas y ministro de la Casa Real bajo el nuevo gobierno.
Foullon se convirtió en una figura impopular en todos los estratos sociales. Los granjeros y los parisinos en general sufrieron los efectos de la severidad de Foullon, quien, según un rumor sin fundamento, llegó a decir durante un período de hambruna: "si esos granujas no tienen pan, que coman heno". 
Foullon fue miembro del Parlamento de París en la época inmediatamente anterior a la Revolución francesa, siendo apodado "Alma maldita" (Ame damnée). Acérrimo conservador, fue muy hostil al círculo de Luis Felipe II de Orleans.

## Ajusticiamiento

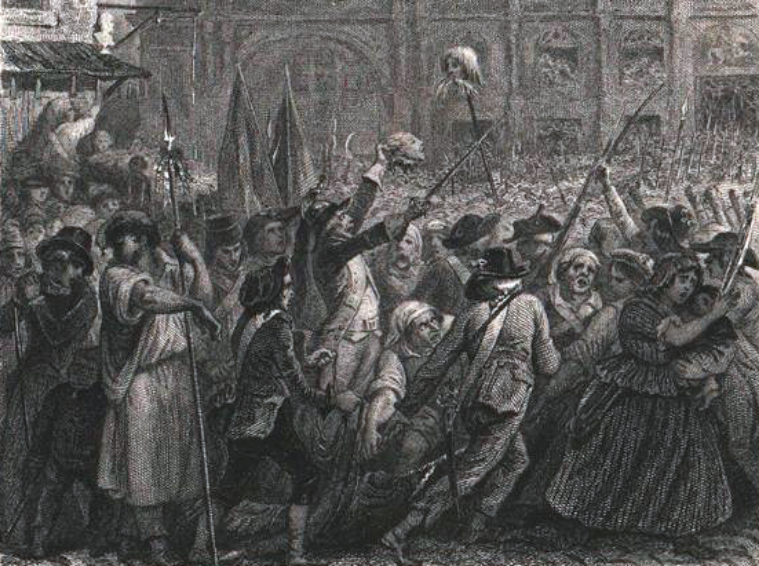
Masacre de Foulon y de Berthier, grabado de Frilley a partir de un diseño de Raffet (1834).

Tras la toma de la Bastilla el 14 de julio de 1789, Foullon huyó de París y se refugió en la casa de su amigo Antoine de Sartine en Viry-Châtillon, a unos pocos kilómetros al sur de la capital. Consciente del peligro que corría, Foullon hizo circular una falsa noticia acerca de su funeral, con el fin de que los ciudadanos creyesen que había muerto.
El 22 de julio, Foullon fue capturado por los campesinos de la zona y llevado al Hôtel de Ville. Obligado a caminar descalzo, la muchedumbre ató un haz de heno a su espalda, le obligó a beber vinagre con pimienta, y secó el sudor de su rostro con ortigas. Jean Sylvain Bailly y el marqués de La Fayette trataron de intervenir, pero Foullon fue arrastrado por la turbamulta hasta la plaza de Grève. Una vez allí, fue colgado de un poste de luz con el fin de que muriese ahorcado, si bien la cuerda se rompió tres veces seguidas, por lo que la muchedumbre decidió decapitarlo, clavando a continuación su cabeza, con la boca llena de heno, hierba y heces, en la punta de una pica. La cabeza decapitada de Foullon fue presentada a su yerno, Berthier de Sauvigny, intendente de París, quien fue linchado inmediatamente después por la muchedumbre. Ante estos asesinatos, Antoine Barnave, miembro de la Asamblea Nacional, dijo: "entonces, ¿es su sangre tan pura?".